# Harpactea undosa
Harpactea undosa là một loài nhện trong họ Dysderidae.
Loài này thuộc chi Harpactea. Harpactea undosa được miêu tả năm 1997 bởi Beladjal & Robert Bosmans.